# Justicia grandifolia
Justicia grandifolia är en akantusväxtart som beskrevs av T. Anders.. Justicia grandifolia ingår i släktet Justicia och familjen akantusväxter. Inga underarter finns listade i Catalogue of Life.